# ジム・トンプソン (実業家)

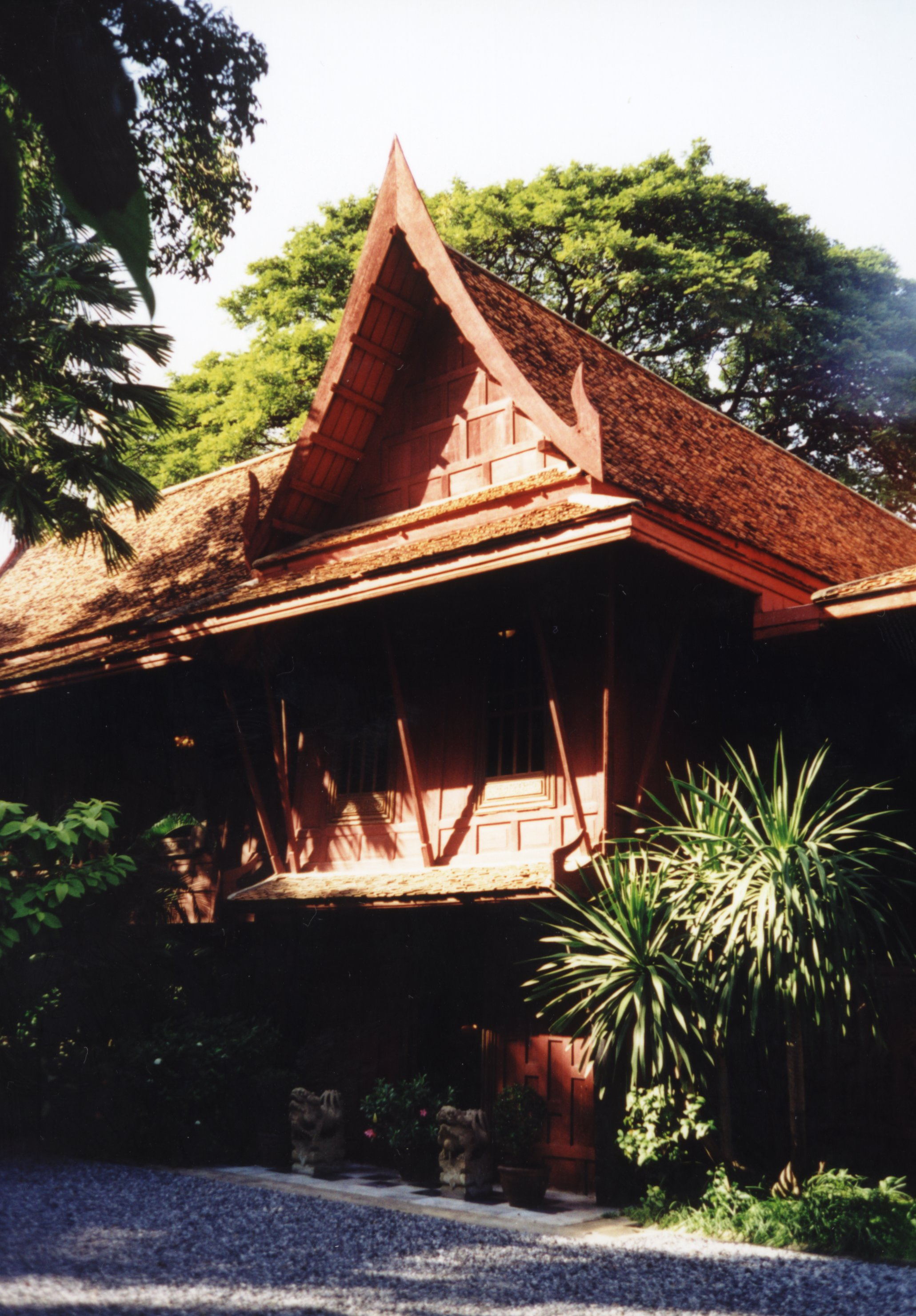
失踪前に暮らしていたバンコクの家（ジム・トンプソン・ハウス）

ジム・トンプソン こと ジェームズ・ハリソン・ウィルソン・トンプソン（英語: James Harrison Wilson Thompson、1906年3月21日 - 1967年？）は、アメリカ人の実業家、軍人。タイ王国のシルクを世界に広めたことで知られる。

## 概要

### 建築家
1906年にデラウェア州の裕福な家に生まれ、父が評議員を務めるプリンストン大学を卒業後、ペンシルベニア大学で建築学を学ぶ。1931年よりニューヨークで建築家として活躍した後、第二次世界大戦にアメリカが参戦する前にアメリカ陸軍に志願して一兵卒として入隊する。

### 諜報員
その後、ノースカロライナ州に湾岸防衛歩兵隊の少尉として赴くものの、1942年には上官の誘いを受けてアメリカ軍の諜報機関であるアメリカ中央情報局（CIA）の前身である戦略情報局（OSS）に転属した。カリフォルニア州で秘密工作の訓練を受けた後、1944年6月に行われたノルマンディー上陸作戦に従軍し、その後も諜報員としてヨーロッパで活動した。
その後は、ドイツの降伏によりヨーロッパ戦線が終結した後の1945年6月に、ドイツの降伏後も1国でアメリカやイギリス、中華民国などの連合国軍との戦いを続けていた日本軍に対する秘密作戦に従事するためインドシナ半島に赴くものの、8月に日本が降伏し戦争が終結したため、作戦には従事せずに、終戦前に連合国へ鞍替えしたタイに留まることになる。

### タイ・シルク
その後、OSSのバンコク支局長に就任するが、第二次世界大戦の終結により帰国命令を受ける。しかし、アメリカに残る妻と離婚したことなどもあり、タイに残ることを決意し、当時バンコク唯一のヨーロッパ風ホテルとして知られていたオリエンタル・ホテル（現在のマンダリン・オリエンタル・バンコク）の経営に携わった後、当時機械織りによる大量生産の普及などで衰退の一途をたどっていたタイ・シルクに着目する。
私財を投げ打ってタイ・シルクの復興とその売り込みに没頭した結果、アメリカのファッション業界を中心に注目を浴び、ミュージカル・ハリウッド映画『王様と私』の衣装として使用されるなど、欧米諸国でタイ・シルクの人気が上がり、その結果、トンプソンはタイ・シルクを復興させた男として欧米のみならず世界中で知られることになる。

### 謎の失踪

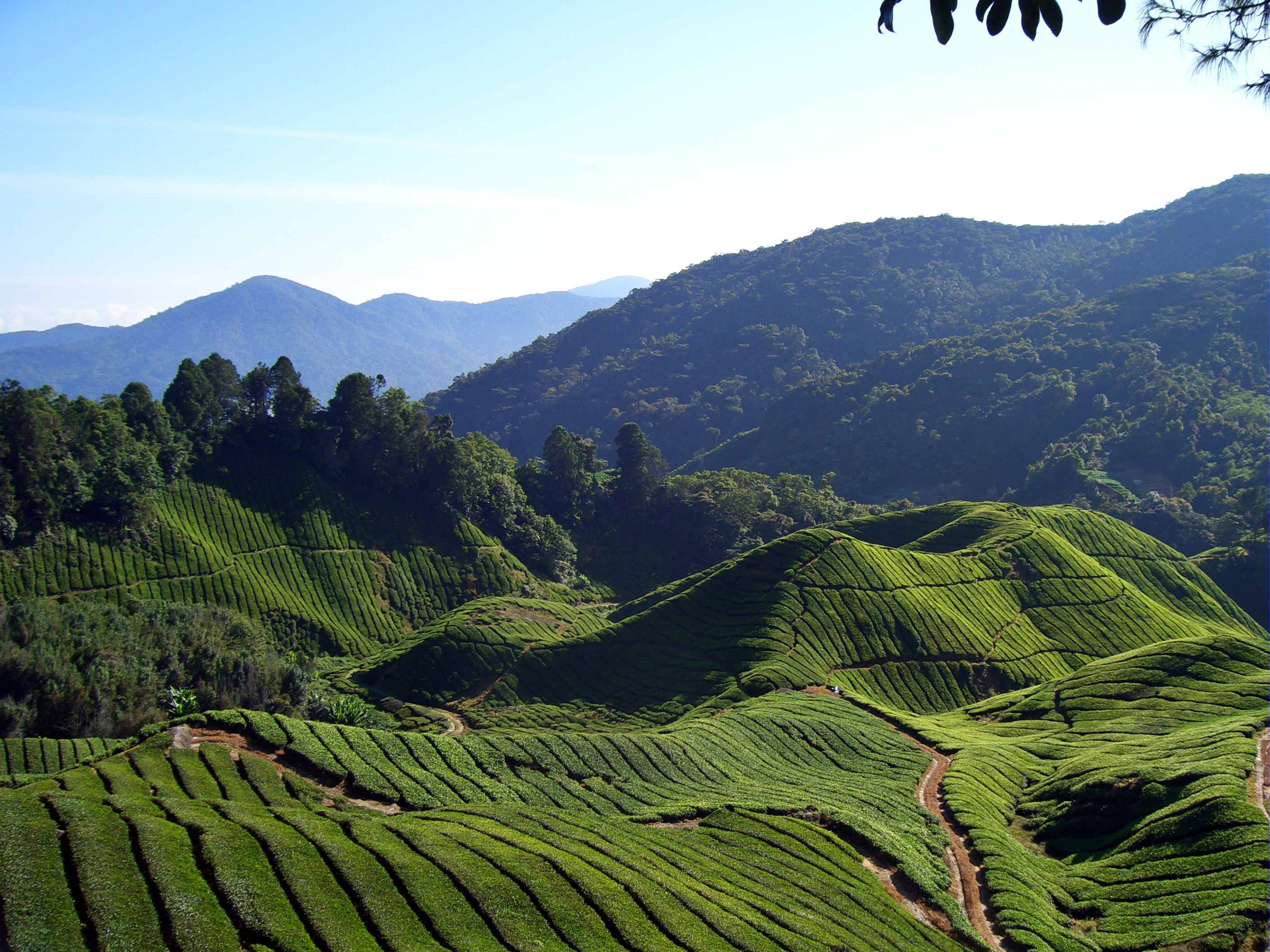
キャメロンハイランド

1967年3月26日に、休暇で訪れていたマレーシアの高級別荘地、キャメロンハイランドにあるシンガポール人の友人の別荘「ムーンライト・コテージ」で忽然と姿を消し、マレーシア軍や警察、現地の住人などのべ数百名を動員した大規模な捜索活動にも拘らず、その姿は二度と発見されることはなかった。
失踪当時、トンプソンは自らの名を冠したタイ・シルク製品生産、販売の成功によりアジアだけでなく、アメリカやヨーロッパでも有名になっていた。また当時ベトナム戦争が激化しており、それに伴い東南アジアで諜報活動が盛んになっていた上に、トンプソン自身が以前諜報機関に所属し、失踪当時もアメリカなどの諜報関係者と接触を持っており、政変が繰り返されていたタイの政府上層部や反政府指導者に知人が多かった。これらのことから、身代金目的の営利誘拐から諜報活動がらみの誘拐と暗殺、単なるジャングルでの遭難から地元住民による殺害まで、さまざまな失踪理由が取り沙汰されたものの、現在に至るまでその行方も生死も不明のままである。松本清張はこの事件をヒントに推理小説『熱い絹』を書いた。
なお、失踪から5か月後の8月30日、トンプソンの姉であるキャサリン・トンプソン・ウッド（当時74歳）がペンシルベニア州の自宅で他殺体で発見されているが、この事件の犯人は検挙されておらず、トンプソンの失踪との関連性も不明である。

## 「ジム・トンプソン」

### 人気ブランド
トンプソンがその半生を費やして復興と普及に努めたタイ・シルク製品は、現在ではタイの有力な産業の一つとなっており、特に自らの名を冠した「ジム・トンプソン」ブランドは、その高い品質と優れたデザインにより、タイ・シルクの最高級ブランドとして世界的に高い人気を誇る。
「ジム・トンプソン」ブランドのブティックは、バンコク都内をはじめとしたタイ国内だけでなく、ジム・トンプソンの母国アメリカ、イギリス、日本など世界各国に展開している。

### ジム・トンプソン・ハウス
トンプソンはタイやカンボジア、ビルマなどの古美術の収集家としても著名であり、当時収集した美術品の多くは、失踪前に暮らしていたバンコク中心部にある、タイ風建築を取り入れ自ら設計した屋敷「ジム・トンプソン・ハウス」に今も飾られている。

## 観光
スパイから富豪になり、謎の失踪を遂げたことから、彼の足跡を辿るツアーをはじめ、その名を冠したホテル、客室、ハンバーガーなど、現在もジム・トンプソンをテーマにしたさまざまな観光がタイやマレーシアで展開されている。